# マイク・ジョハンズ
マイク・ジョハンズ（英語：Mike Johanns、マイケル・オーウェン・ジョハンズ、英語：Michael Owen Johanns、1950年6月18日 - ）は、アメリカ合衆国の政治家、弁護士。第28代農務長官、第41代ネブラスカ州知事、ネブラスカ州選出の連邦上院議員を務めた。宗教はカトリックである。

## 来歴

### 弁護士を開業
1950年6月18日にアイオワ州オーセージにて酪農家の家に誕生する。高等学校を経てミネソタ州ウィノナのミネソタ・セント・メアリー大学を卒業する。その後クレイトン大学で法律を修めた後、ネブラスカ州オニール市で弁護士を開業した。

### 政界への転身

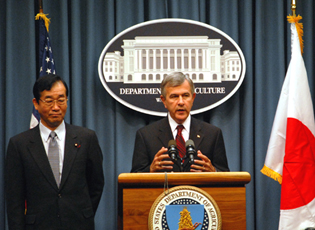
農務省にて報道陣からのインタビューに答えるジョハンズ（中央）。左は日本の松岡利勝農林水産大臣。

1983年から1987年にかけてネブラスカ州ランカスター郡委員・1989年から1991年までリンカーン市議会議員を務め、1991年にリンカーン市長に就任する。1995年に再選し、政治的基盤を強化する。
1998年にネブラスカ州知事選挙に共和党から立候補し、民主党の対立候補を破り当選した。2002年に再選し、知事時代には州の農業を重視する政策を実行している。
2004年12月2日にジョージ・W・ブッシュ大統領によってアン・ヴェネマン農務長官の後任として指名される。その結果2006年にジョハンズの対抗馬として立候補を予定していた民主党のベン・ネルソン上院議員の計画を潰すこととなった。
2005年1月21日にジョージ・W・ブッシュ政権2期目が発足し、正式に28代目アメリカ合衆国農務長官に宣誓就任すると同時にネブラスカ州知事を辞任した。農務長官としては日本に対してアメリカ産牛肉の輸入再開を度々強硬に迫った。2007年9月20日には農務長官を辞職し、次回の上院選挙へのネブラスカ州からの出馬を表明した。2008年11月4日に行われた選挙ではネブラスカ州知事とアメリカ合衆国農務長官としての実績を背景に支持を集めて当選し、2014年の選挙には出馬しなかった。
ランカスター郡元委員長でネブラスカ州議会議員のステファニー夫人との間に2人の子供がいる。